# Eustachy Białoborski
Eustachy Białoborski (ur. 29 marca 1890 we Lwowie, zm. 9 lipca 1960 w Krakowie) – polski wynalazca i popularyzator nauki. 

## Życiorys
Studiował matematykę i fizykę na Uniwersytecie Lwowskim, a następnie mechanikę w tamtejszej Szkole Politechnicznej. Interesował się kinematografią – dzięki Romanowi Dzieślewskiemu, wykładowcy elektrotechniki na politechnice, w 1912 roku uzyskał świadectwo praktyki filmowej. 
Przy wsparciu finansowym Wiktora Ungara zorganizował laboratorium, w którym prowadził prace nad udźwiękowieniem filmu. Opracowaną przez siebie metodę odtwarzania dźwięku, wykorzystującą światłoczułą kamerę i głośnik, zgłosił 3 kwietnia 1912 roku do opatentowania w Austrii, a 25 listopada we Francji. W 1914 roku, przy pomocy zmodyfikowanej przez siebie aparatury firmy Gaumont przeprowadził dla małej grupy osób pierwszą demonstrację filmu dźwiękowego. 
W trakcie I wojny światowej laboratorium Białoborskiego zostało zniszczone, a on sam zajął się handlem i współpracą z przemysłem, m.in. prowadził we Lwowie przedstawicielstwo Fabryki Maszyn Tkackich i Elektromotorów „Georg Schwabe” (później Fabryka Maszyn Elektrycznych "Indukta" w Bielsku-Białej). 
W okresie II wojny światowej przebywał w Kielcach, a po jej zakończeniu przeniósł się do Krakowa. Publikował liczne artykuły oraz książki popularnonaukowe. 
Krytykował twórczość Stanisława Lema – uważając, że zbytnio odbiega on od realiów. W swojej recenzji powieści Lema Astronauci starał się w naukowy sposób wykazać, że konstrukcja statku Kosmokrator nie pozwalała na dotarcie na Wenus. Lem polemizował z Białoborskim w sposób ironiczny, sprowadzając jego zarzuty do absurdu. Ponieważ Białoborski szeroko komentował działalność Lema, korzystając z dostępnych wówczas mediów, jego działalność określana bywa jako prototyp internetowego trollowania.

## Wybrane publikacje
- Rakieta księżycowa (1950)
- Pociąg w nieznane (Iskry, 1955)
- Sztuczny księżyc  (Iskry, 1955)
- 12 opowieści o lotach kosmicznych (Wyd. MON, 1957)
- Prometeusz w pudełku (1957, z rys. Daniela Mroza)
- Raketen, Satelliten, Raumschiffe (Urania-Verlag, Lipsk, 1958)
- Rakieta międzyplanetarna (1960)
- Tajniki lotu rakiety  (1961, pośmiertnie)

## Artykuły
- Powieść fantastyczno-naukowa? (recenzja Astronautów) Problemy nr 7/1953
- Sezam absurdów (recenzja zbioru Sezam i inne opowiadania), Dziennik Polski, 248/1954